# Кюпперс, Эрнст-Йоахим
Эрнст-Иоахим Кюпперс (нем. Ernst-Joachim Küppers; 24 августа 1942, Галле, Саксония — 4 февраля 2025, Херне, Северный Рейн-Вестфалия) — немецкий пловец, серебряный призёр Олимпийских игр в Токио.
Сын пловцов Эрнста Кюпперса (участника Олимпийских игр-1928 и 1932) и Рени Эркенс (участницы Олимпийских игр-1928). Как и отец, выступал в плавании на спине. Был ведущим спиннистом Германии с конца 1950-х до середины 1960-х годов.
На Летних Олимпийских играх 1964 года в составе Объединённой германской команды, в которой выступали спортсмены из ГДР, ФРГ и Западного Берлина, завоевал серебро Олимпийских игр в плавании, а именно в комбинированной эстафете 4×100 м.
Умер 4 или 5 февраля 2025 года в Херне в возрасте 82 лет.